# Wyomingraptor
"Wyomingraptor"("rapaz de Wyoming”) es el nombre informal dado a un género de un dinosaurio terópodo alosáurido que vivió a finales del período Jurásico, hace aproximadamente 152 millones de años en el Kimmeridgiense. Encontrado en la Formación Morrison, Como Bluff, Wyoming, Estados Unidos. Varios restos etiquetados como Allosaurus en el Museo Tate, donde Robert Bakker, revisara los fósiles y propusiera en nuevo nombre en 1997. Sin embargo, nunca hubo una descripción oficial, por lo que la comunidad científica no puede discutir si pertenece o no a un género separado. Hasta que esto suceda, "Wyomingraptor" permanecerá como nomen nudum. 